# Виборчий округ 7
Виборчий округ 7 — виборчий округ в Автономній Республіці Крим, який внаслідок окупації Кримського півострову Російською Федерацією в 2014 році, тимчасово не перебуває під контролем України і вибори в ньому не проводяться. В сучасному вигляді був утворений 28 квітня 2012 постановою ЦВК №82 (до цього моменту існувала інша система виборчих округів). Внаслідок подій 2014 року в цьому окрузі вибори були проведені лише один раз, а саме парламентські вибори 28 жовтня 2012. Станом на 2012 рік окружна виборча комісія цього округу розташовувалась в будівлі Ялтинської міської ради за адресою м. Ялта, пл. Радянська, 1.
До складу округу входять міста Алушта і Ялта. Виборчий округ 7 межує з округом 224 на південному заході, з округом 10 на заході, з округом 2 на півночі, з округом 8 на північному сході та обмежений узбережжям Чорного моря на сході і на півдні. Виборчий округ №7 складається з виборчих дільниць під номерами 010717-010753 та 011012-011079.

## Народні депутати від округу
| Ім'я                    | Фото | Партія          | Скликання | Дата набуття повноважень | Дата припинення повноважень |
| ----------------------- | ---- | --------------- | --------- | ------------------------ | --------------------------- |
| Брайко Сергій Борисович |      | Партія регіонів | 7-ме      | 12 грудня 2012           | 27 листопада 2014           |

## Результати виборів
Кандидати-мажоритарники:
- Брайко Сергій Борисович (Партія регіонів)
- Рафалович Віктор Павлович (Комуністична партія України)
- Формус Юрій Віталійович (Батьківщина)
- Хворов Сергій Володимирович (УДАР)
- Тараненко Григорій Леонідович (самовисування)
- Яковенко Олексій Вікторович (Союз)
- Романюк Ігор Анатолійович (Україна — Вперед!)
- Красненков Яків Олександрович (Союз. Чорнобиль. Україна.)
- Яворський Віталій Миколайович (Зелені)
- Чайка Дмитро Іванович (Партія зелених України)
- Зорін Ігор Володимирович (Українська партія «Зелена планета»)
- Бондаренко Максим Олексійович (Народна партія)
- Балмашнов Михайло Юрійович (Народна ініціатива)
- Карапетров Андрій Миколайович (Віче)
- Хоруженко Максим Сергійович (Українська морська партія)
- Сальков Данило Володимирович (Нова політика)
- Дорофєєв Ігор Іванович (Об'єднані ліві і селяни)
- Агальцов-Новохатський Анатолій Андрійович (Держава)